# Студенець (Зубово-Полянський район)
Студене́ць (рос. Студенец, ерз. Студенец) — село у складі Зубово-Полянського району Мордовії, Росія. Входить до складу Анаєвського сільського поселення.
Населення — 123 особи (2010; 161 у 2002).
Національний склад (станом на 2002 рік):
- росіяни — 65 %
- мордва — 33 %